# Mariä Himmelfahrt (Antwort)

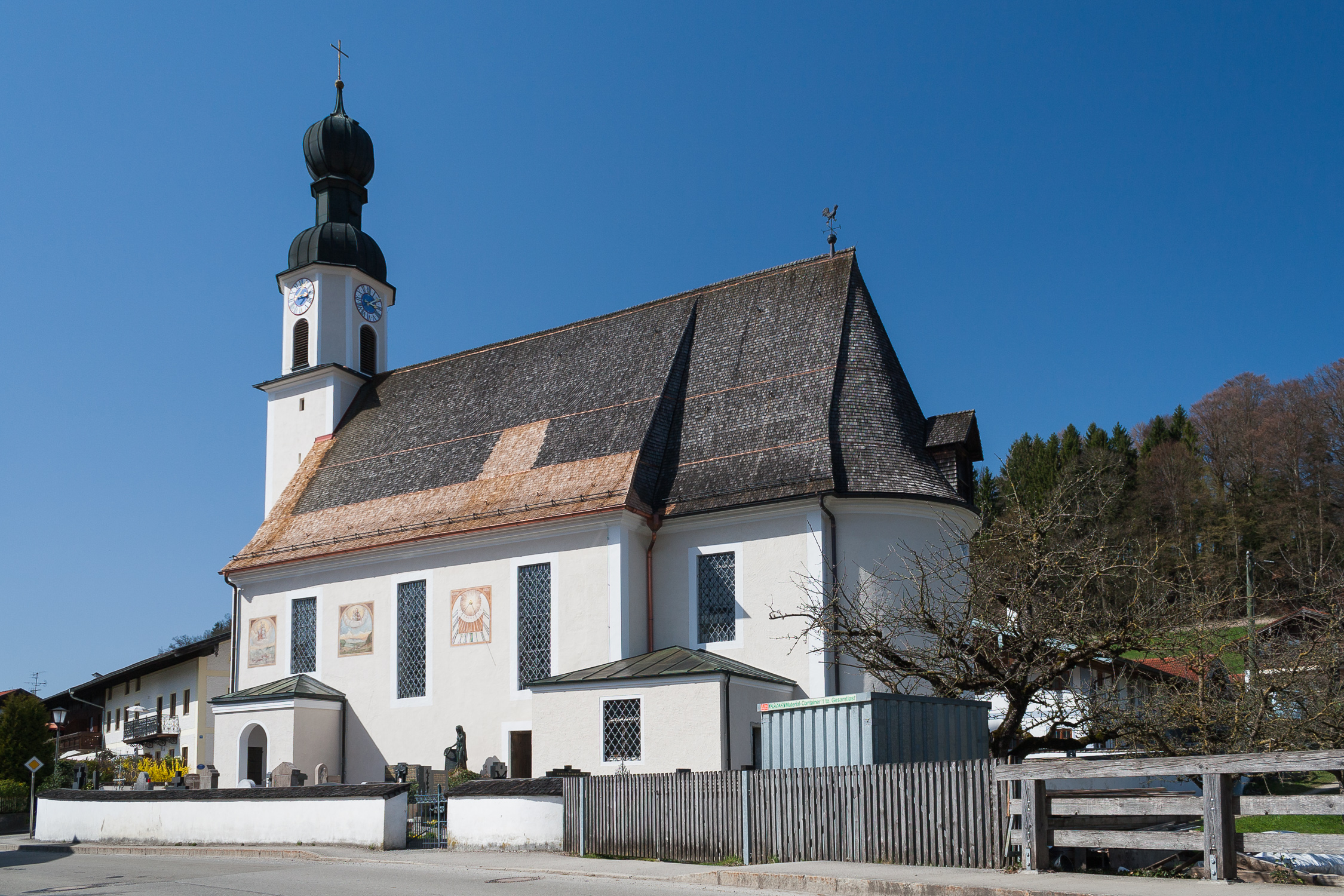
Mariä Himmelfahrt in Antwort

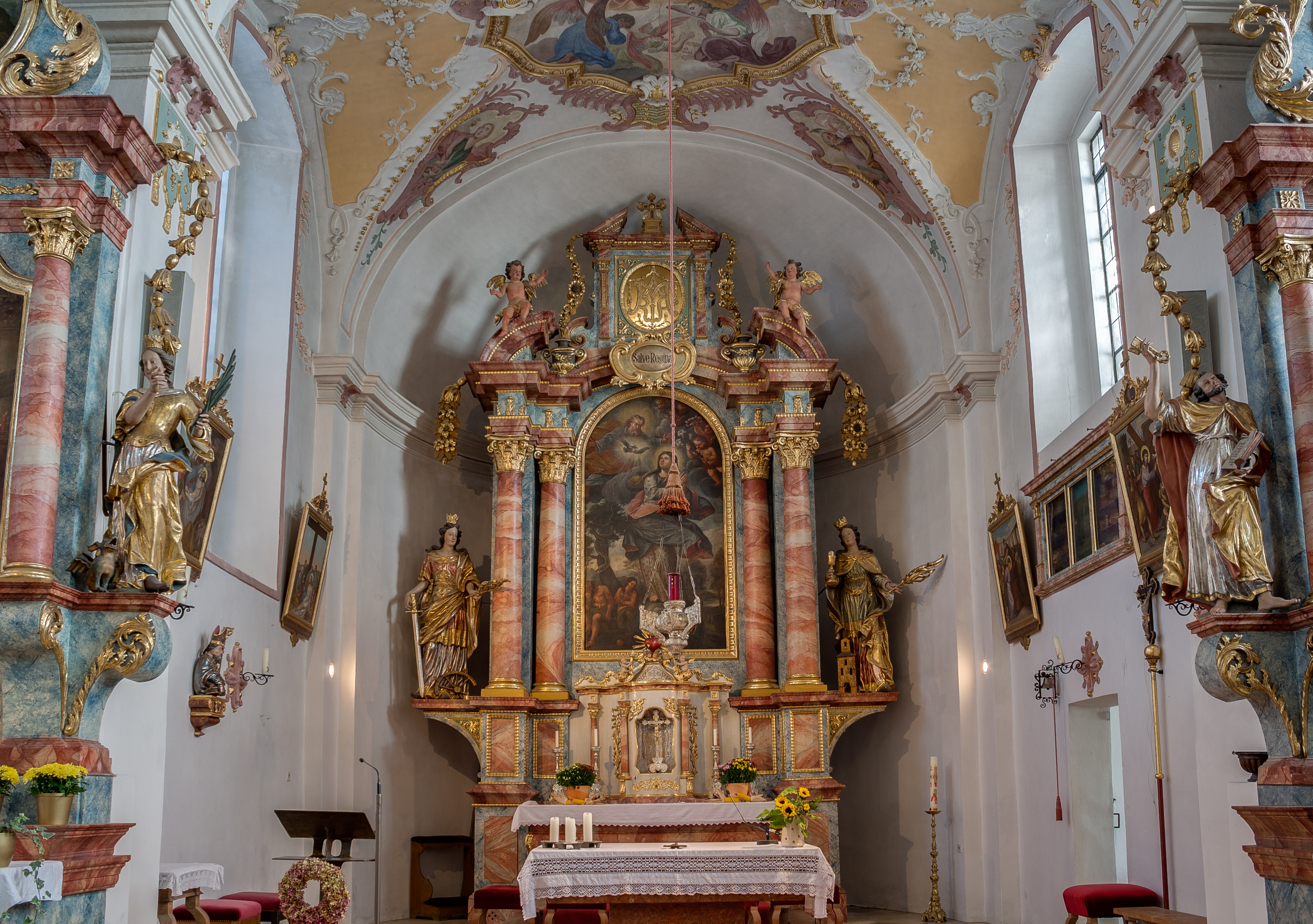
Hochaltar

Die römisch-katholische Filialkirche und Wallfahrtskirche Mariä Himmelfahrt steht in Antwort, einem Gemeindeteil von Bad Endorf im oberbayerischen Landkreis Rosenheim. Das Bauwerk ist als Baudenkmal unter der Nr. D-1-87-128-10 eingetragen. Das Patrozinium der Kirche wird am 15. August (Mariä Himmelfahrt) gefeiert. Die Kirche gehört zum Erzbistum München und Freising.

## Beschreibung
Die Saalkirche wurde 1687/88 nach einem Entwurf von Lorenzo Sciasca erbaut. Sie besteht aus einem Langhaus, einem eingezogenen, halbrund geschlossenen Chor im Osten und einem Kirchturm auf quadratischem Grundriss im Westen, dessen achteckiges Obergeschoss die Turmuhr und den Glockenstuhl beherbergt, und der mit einer Welschen Haube bedeckt ist. Der Innenraum ist mit einem Stichkappengewölbe überspannt. Der 1747 eingebrachte Stuck wird Johann Baptist Zimmermann zugeschrieben, die Deckenmalereien im Chor mit der Darstellung der Trinität und im Langhaus mit der Himmelfahrt Mariens stammen von Joseph Adam von Mölk. Der von den Statuen der Katharina von Alexandrien und der Barbara von Nikomedien flankierte Hochaltar wurde 1888/89 unter Verwendung des Altarretabels von 1713 errichtet, auf dem die Unbefleckte Empfängnis dargestellt ist.